# Ernst Walsken

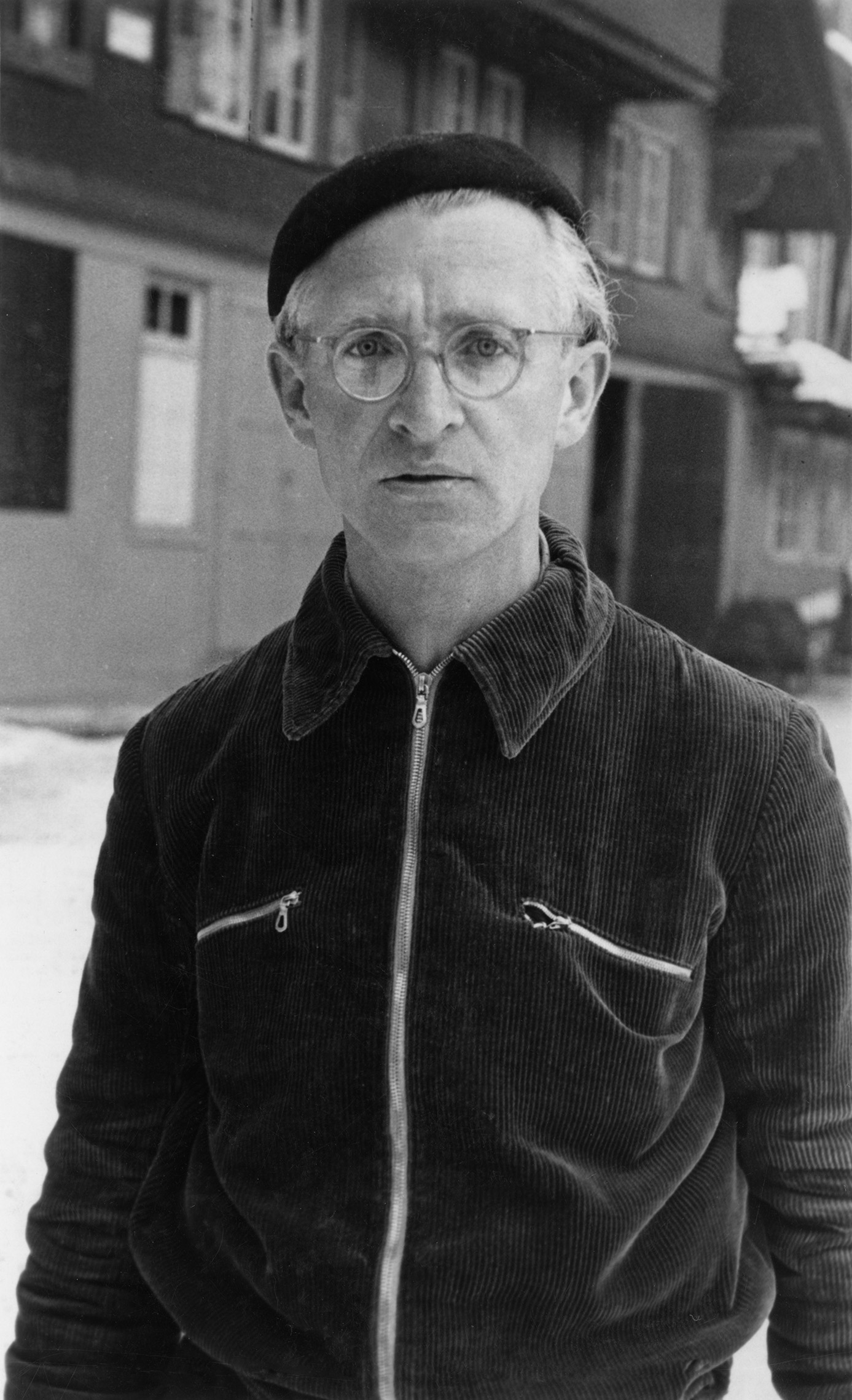
Ernst Walsken, undatiert

Ernst Walsken (* 27. Dezember 1909 in Solingen; † 22. April 1993 ebenda) war ein deutscher Maler und Widerstandskämpfer.

## Leben
Ernst Walsken wurde als Sohn eines Messerreiders geboren. Er lernte auf Druck seines Vaters die Handwerke Reider und Anstreicher. Schon auf der Fachschule begann er zu malen und zu zeichnen. Auf Anregung seines Freundes August Preusse, einem Meisterschüler von Paul Klee, bewarb er sich 1932 an der Kunstakademie Düsseldorf und wurde immatrikuliert. Dort studierte er unter anderem bei Heinrich Nauen und bei Wilhelm Schmurr, bis zu seiner Relegation, die aus politischen Gründen nach dem Sommersemester 1934 erfolgte. Er gehörte einer selbständigen Widerstandsgruppe im Rhein-Ruhr-Gebiet an und wurde im November 1935 aufgrund einer wohl unter Folter getätigten Aussage eines Freundes vom Niederrhein in Solingen verhaftet.
Er wurde 1937 in einer der ersten Gruppen von Transporten in das wiedereröffnete Straf- und Arbeitslager KZ Esterwegen verbracht. Im gleichen Jahr wurde er in das Emslandlager Aschendorfermoor verlegt. Im KZ hörte er nicht auf zu malen. Er fertigte viele Bilder, die Freunde unter Lebensgefahr aus den Lagern schmuggelten. Er wurde 1942 in die berüchtigte Strafdivision 999 eingezogen, geriet 1943 aber in amerikanische Gefangenschaft und kehrte von dort nach dem Krieg nach Solingen zurück.
Viele von Walskens Bildern wurden dem Dokumentations- und Informationszentrum Emslandlager (DIZ) in Papenburg übereignet, unter anderem die Sammlung Moorsoldaten. Teilweise noch von ihm persönlich. Der Solinger Kunstverein zeigte 2024 vierzig Arbeiten aus diesem Zyklus im Solinger Theater und Konzerthaus im Rahmen eines größeren Walsken-Projekts.
Er war langjähriger Vorsitzender und Ehrenvorsitzender des Vereins Solinger Künstler e. V. Am 13. Dezember 1986 wurde ihm der Ehrenring der Stadt Solingen verliehen. Das heutige Kunstmuseum Solingen widmete dem Künstler im Januar 2010 eine große Retrospektive zum 100. Geburtstag. Walsken war verheiratet und hatte zwei Söhne und eine Tochter. Sein erster Sohn ist der Politiker und Manager Ernst Martin Walsken.
Seine Bilder gehören zu den wenigen erhaltenen künstlerischen Dokumenten aus Konzentrationslagern der Zeit des Nationalsozialismus.

## Nachleben
Im Solinger Neubaugebiet Dorperhof wurde 2013 eine Straße nach Ernst Walsken benannt.
Im November 2024 hatte im Theater Solingen das Stück Warten auf die Freiheit von Claudia Gahrke Premiere, das die Lagerhaft von Ernst Walsken nachzeichnet.

## Werke
- Warten auf die Freiheit. Zeichnungen und Aquarelle eines Moorsoldaten 1935–1939. Peter Hammer Verlag, Wuppertal 1984, ISBN 3-87294-252-2.